# Johann Richard Malcomesius

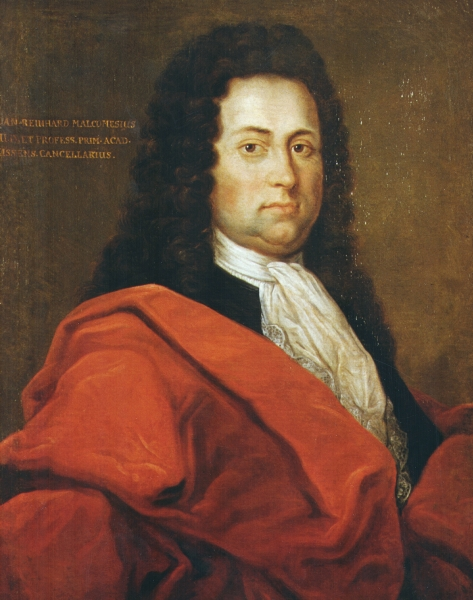
Johann Richard Malcomesius in der Gießener Professorengalerie

Johann Richard Malcomesius (* 5. Oktober 1637 in Marburg; † 15. August 1692 in Gießen) war ein deutscher Jurist, Hochschullehrer an der Universität Gießen sowie Regierungsrat und Geheimer Rat.

## Beruflicher Werdegang
Johann Richard Malcomesius war ein Sohn des Hessen-Darmstädtischer Rats Johannes Malcomesius und dessen Ehefrau Anna Catharina geb. Rühl. Er studierte in Gießen, Helmstedt und Tübingen.
1660 wurde er Sekretär bei Wolfgang Julius Graf zu Hohenlohe und 1662 Gräflich-Wittgensteinischer Rat. Am 25. Mai 1663 wurde er Juris utriusque licentiatus (JUL) in Gießen. Er lehrte ab 1666 als Privatdozent in Gießen. Am 14. März 1667 wurde er in Gießen zum Juris utriusque doctor (JUD) promoviert.
Ab 2. November 1667 war er außerordentlicher Professor der Rechte und Syndikus in Gießen. 1668 wurde er Hessen-Darmstädtischer Regierungsrat und 1674 Geheimer Rat in Darmstadt. Er schrieb als Geheimer Rat 1678 „auff der Reise, im Felde vor dem Söllinger-Wald, (als) ein Expresser von Darmstatt, unter andern Schreiben, auch eins mitgebracht, darinnen deß Kinds Todesfall berichtet wurde.“
1689 wurde er zum ordentlichen Professor und Vize-Kanzler der Universität Gießen ernannt.

## Weblink
- Malcomesius, Johann Richard. Hessische Biografie. (Stand: 25. April 2024). In: Landesgeschichtliches Informationssystem Hessen (LAGIS).